# Championnat d'échecs de Paris

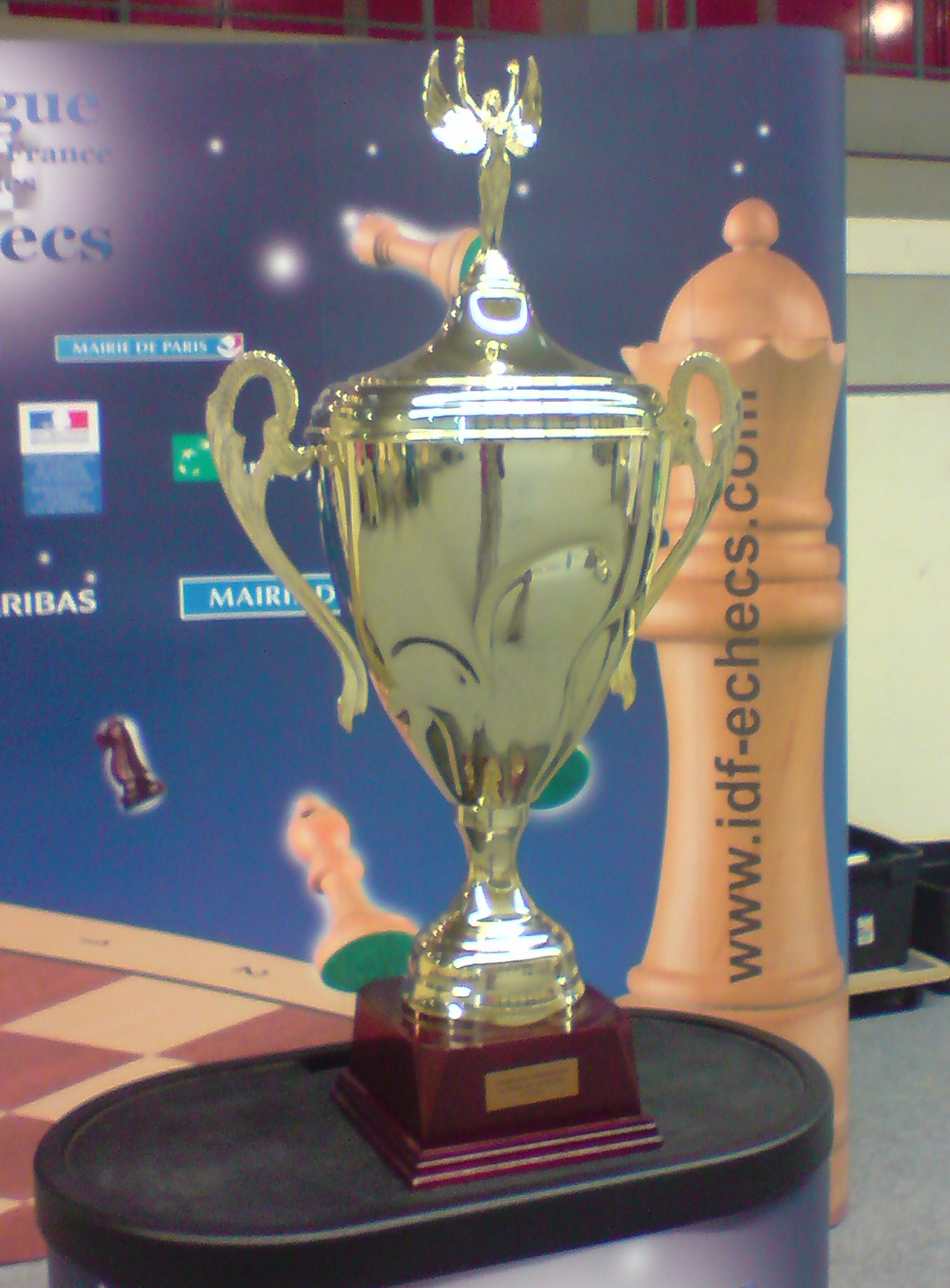
Coupe du Champion de Paris 2013

Le Championnat d'échecs de Paris ou Championnat International de Paris (CHIP) est une compétition qui a vu le jour en 1925,,. Elle est organisée par la Ligue d'Île-de-France des échecs.

## Organisation
Actuellement, le championnat de Paris se tient la deuxième semaine du mois de juillet, en neuf rondes (une ronde par jour). Il commence un samedi pour terminer un dimanche. En 2012, le championnat a eu lieu du 7 au 15 juillet. Le championnat 2013 a lieu du 6 au 14 juillet avec une cadence de 1 h 30 + 30 s par coup pendant 40 coups puis 30 min + 30 s par coup au finish. Alors qu'il se tenait depuis l'édition 2007 au Stade Pierre-de-Coubertin, en travaux, il a lieu au Stade Louis Lumière à Paris dans le XXe arrondissement. Il a lieu en 2014 du 5 au 13 juillet au stade Charlety.
Il se divise en quatre opens selon le classement Elo des joueurs qui s'y inscrivent, chaque open étant doté de prix :
- l'Open FIDE réservé aux joueurs ayant un classement Elo supérieur ou égal à 2 200, d'où sera issu le Champion d'échecs de Paris ;
- l'Open A réservé aux joueurs ayant un classement Elo compris entre 1 800 et 2 300 ;
- l'Open B réservé aux joueurs ayant un classement Elo compris entre 1 400 et 1 900 ;
- l'Open C réservé aux joueurs ayant un classement Elo inférieur ou égal à 1 500.

Le vainqueur de l'Open FIDE, qui gagne le premier prix du tournoi FIDE, peut être différent du champion de Paris, qui doit nécessairement être licencié en Île-de-France.
En 2013 est adjoint un nouveau tournoi, le « Petit Championnat de Paris », qui se tient l'après-midi en sept rondes (du premier dimanche au dernier samedi) sur la cadence 1 h + 30 s par coup au finish. Il est divisé en trois opens, A, B et C (les classements Elo sont similaires à ceux des tournois principaux, en dehors du A qui est réservé aux joueurs au classement compris entre 1 800 et 2 199.
Le magazine Europe Échecs qualifiait en 2009 ce championnat de « rendez-vous incontournable », notant qu'il s'y trouvait 638 joueurs classés et que si les prix sont importants dans les opens amateurs (600 euros pour le vainqueur de l'open C cette année-là), ce qui garantit un fort nombre de participants, ils restent assez faibles pour les professionnels (600 euros pour le 8e de l'Open FIDE) ce qui explique une certaine désaffection des GMI qui n'étaient que huit à s'être inscrits en 2009.

## Palmarès

### Multiples vainqueurs
6 titres
- Nicolas Rossolimo (en 1933, 1935, 1936, 1947, 1948 et 1949)
- César Boutteville (en 1944, 1945, 1946, 1952, 1961 et 1972)

5 titres
- Miodrag Todorcevic (en 1966, 1967, 1973, 1974 et 1976)

4 titres
- Éric Prié (en 1982, 1983, 1992 et 1996)
- Sergueï Fedortchouk (en 2009, 2011, 2012 et 2014)

3 titres
- Abraham Baratz (en 1925, 1927 et 1928)
- Stepan Popel (en 1951, 1953 et 1954)
- François Molnar (en 1962, 1963 et 1964)
- Éloi Relange (en 1997, 1998 et 1999)
- Jules Moussard (en 2016, 2018 et 2019)

2 titres de champion et une victoire à l'open de Paris
- Olivier Renet (champion en 1995 et 2015, vainqueur de l'open en 1984[11])

2 titres de champion
- Jacques Maclès (en 1975 et 1987)
- Didier Sellos (en 1981 et 1988)
- Laurent Fressinet (en 2002 et 2005)
- Maxime Vachier-Lagrave (en 2007 et 2008)

2 victoires à l'open de Paris
- Alberto David (en 2003 et 2005)
- Murtas Kazhgaleïev (en 2006 et 2010)
- Andreï Chtchekatchev (en 1996 et 2022)

### 1925 à 1979
Avant la Seconde Guerre mondiale, le tournoi était organisé le week-end et débutait en fin d'année et se terminait parfois en janvier de l'année suivante. 
En 1933, Alexandre Alekhine remporta le tournoi international de Paris devant Abraham Baratz.
En mars-avril 1939, Nicolas Rossolimo remporta le tournoi international de Paris, devant Xavier Tartakover. En novembre-décembre 1939, François Molnar remporta un tournoi à Paris, ex æquo avec Wysoczak et Eugène Znosko-Borovsky.
En 1950, Tartakover remporta le tournoi de Paris devant M. Roele et Bouteville.
En 1952, Rossolimo remporta le tournoi de Paris devant  Tartakover et Tartakover remporta le tournoi du cercle Caissa devant Popel.
| Édition Année                                       | Édition Année | Champion(s)                       | Deuxième(s)                                         |
| --------------------------------------------------- | ------------- | --------------------------------- | --------------------------------------------------- |
| 1                                                   | 1925          | Abraham Baratz Vitaly Halberstadt |                                                     |
| 2                                                   | 1926-1927     | Leon Schwartzmann                 | Abraham Baratz                                      |
| 3                                                   | 1927          | Abraham Baratz                    | Eugène Znosko-Borovsky                              |
| 4                                                   | 1928          | Abraham Baratz                    | Josef Cukierman Leon Schwartzmann                   |
| 5                                                   | 1929          | Tihomil Drezga                    | Vitaly Halberstadt Eugène Znosko-Borovsky           |
| 6                                                   | 1930          | Josef Cukierman                   | Xavier Tartakover                                   |
| 7                                                   | 1931          | Eugène Znosko-Borovsky            | Oscar Blum                                          |
| 8                                                   | 1932          | Oscar Blum                        | Nicolas Rossolimo                                   |
| 9                                                   | 1933          | Nicolas Rossolimo                 | Ioan Halic                                          |
| 10                                                  | 1934          | Léon Monosson                     | Boris Golbérine Vitaly Halberstadt                  |
| 11                                                  | 1935          | Nicolas Rossolimo                 | Léon Monosson Max Walter                            |
| 12                                                  | 1936-1937     | Nicolas Rossolimo                 | Léon Monosson                                       |
| 13                                                  | 1937-1938     | Volodia Matveef                   | Bizner                                              |
| 14                                                  | 1938          | Maurice Raizman                   | Baldur Hoenlinger Léon Monosson                     |
| 1939 et 1940 : non disputé                          |               |                                   |                                                     |
| 15                                                  | 1941          | non connu                         | ?                                                   |
| 16                                                  | 1942          | Robert Crépeaux                   | César Boutteville Charles Lecour                    |
| 17                                                  | 1943          | Constant Schoen                   | César Boutteville                                   |
| 18                                                  | 1944          | César Boutteville                 | Arthur Huber                                        |
| 19                                                  | 1945          | César Boutteville                 | Volf Bergraser François Molnar                      |
| 20                                                  | 1946          | César Boutteville                 | N. Scherbakoff                                      |
| 21                                                  | 1947          | Nicolas Rossolimo                 | Stephan Popel                                       |
| 22                                                  | 1948          | Nicolas Rossolimo                 | Piotr Berlacki                                      |
| 23                                                  | 1949          | Nicolas Rossolimo                 | Stephan Popel                                       |
| 24                                                  | 1950          | Jacques Planté                    | M. Roele                                            |
| 25                                                  | 1951          | Stepan Popel                      | M. Roele Tabura                                     |
| 26                                                  | 1952          | César Boutteville                 | Sylvain Burstein                                    |
| 27                                                  | 1953          | Stepan Popel                      | Georges Noradounguian Jacques Planté                |
| 28                                                  | 1954          | Stepan Popel                      | Guy Mazzoni                                         |
| 29                                                  | 1955          | Pierre Rolland                    | Jacques Ratner Michel Roethel                       |
| 30                                                  | 1956          | Borko Simonovic                   | Georges Noradounguian                               |
| 31                                                  | 1957          | Jacques Ratner                    | Claude Lemoine                                      |
| 32                                                  | 1958          | Guy Mazzoni                       | Milenkovic                                          |
| 33                                                  | 1959          | Gérard Linais                     | Roger Ferry                                         |
| Le championnat de Paris ne fut pas organisé en 1960 |               |                                   |                                                     |
| 34                                                  | 1961          | César Boutteville                 | Arthur Feuerstein                                   |
| 35                                                  | 1962          | François Molnar                   | César Boutteville                                   |
| 36                                                  | 1963          | François Molnar                   | David Halpern                                       |
| 37                                                  | 1964          | François Molnar                   | N. Scherbakoff                                      |
| 38                                                  | 1965          | Bogdan Ducic                      | Christian Cormier                                   |
| 39                                                  | 1966          | Miodrag Todorcevic                | Bernard Huguet                                      |
| 40                                                  | 1967          | Miodrag Todorcevic                | Roger Ferry                                         |
| 41                                                  | 1968          | Claude Jean                       | Roger Ferry Georges Noradounguian André Thiellement |
| 42                                                  | 1969          | Bernard Huguet                    | Miodrag Todorcevic                                  |
| 43                                                  | 1970          | Christian Cormier                 | Mario Corinthios                                    |
| 44                                                  | 1971          | Aleksandar Obradović              | Michel Benoit                                       |
| 45                                                  | 1972          | César Boutteville                 | Jacques Demarre                                     |
| 46                                                  | 1973          | Miodrag Todorcevic                | Jacques Maclès                                      |
| 47                                                  | 1974          | Miodrag Todorcevic                | Jacques Maclès                                      |
| 48                                                  | 1975          | Jacques Maclès                    | Miodrag Todorcevic                                  |
| 49                                                  | 1976          | Miodrag Todorcevic                | Aleksandar Obradović                                |
| 50                                                  | 1977          | Georges Noradounguian             | Alain Villeneuve                                    |
| 51                                                  | 1978          | Christian Lécuyer                 | Carol Gluzman                                       |
| 52                                                  | 1979          | Alain Villeneuve                  | Nicolas Giffard Didier Sellos Marco Silva Morales   |

### Depuis 1980
À partir de 1989, le championnat de Paris est une compétition ouverte et le premier joueur licencié en Île-de-France est déclaré champion de Paris. 
En 1984, Olivier Renet remporta le championnat de Paris mais le titre de champion de Paris revint à Alain Fayard qui fut le premier français au tournoi des capitales de la communauté européenne disputé à Meudon et Paris,.
| Édition Année | Édition Année | Champion de Paris               | Vainqueur de l'open             |
| ------------- | ------------- | ------------------------------- | ------------------------------- |
| 53            | 1980          | Nicolas Giffard (2e)            | Israel Zilber                   |
| 54            | 1981          | Didier Sellos                   | Didier Sellos                   |
| 55            | 1982          | Éric Prié                       | Éric Prié                       |
| 56            | 1983          | Éric Prié (3e-4e)               | James Plaskett                  |
| 57            | 1984          | Alain Fayard                    | Olivier Renet                   |
| 58            | 1985          | Slim Belkhodja                  | Slim Belkhodja                  |
| 59            | 1986          | Nabil Doghri                    | Nabil Doghri                    |
| 60            | 1987          | Jacques Maclès                  | Jacob Murey                     |
| 61            | 1988          | Didier Sellos (3e-4e)           | Lev Gutman                      |
| 62            | 1989          | Christophe Bernard              | Kevin Spraggett                 |
| 63            | 1990          | Manuel Apicella                 | József Pintér ou Eric Lobron    |
| 64            | 1991          | Jacques Elbilia                 | Igor Khenkine                   |
| 65            | 1992          | Éric Prié                       | Viktor Moskalenko               |
| 66            | 1993          | Laurent Vérat                   | Sergueï Roublevski              |
| 67            | 1994          | Jacques Demarre                 | Igors Rausis                    |
| 68            | 1995          | Olivier Renet                   | Mark Tseitlin                   |
| 69            | 1996          | Éric Prié                       | Andreï Chtchekatchev            |
| 70            | 1997          | Éloi Relange (2e-7e)            | Vladislav Tkachiev              |
| 71            | 1998          | Éloi Relange (3e-9e)            | Boris Avroukh                   |
| 72            | 1999          | Éloi Relange                    | Ashot Anastasian                |
| 73            | 2000          | Joël Lautier                    | Stanislav Savtchenko            |
| 74            | 2001          | Luc Bergèz                      | Christian Bauer                 |
| 75            | 2002          | Laurent Fressinet               | Yochanan Afek                   |
| 76            | 2003          | Thal Abergel                    | Alberto David                   |
| 77            | 2004          | Jean-Marc Degraeve              | Jean-Marc Degraeve              |
| 78            | 2005          | Laurent Fressinet               | Alberto David                   |
| 79            | 2006          | Daniel Fridman                  | Murtas Kazhgaleïev              |
| 80            | 2007          | Maxime Vachier-Lagrave (16 ans) | Maxime Vachier-Lagrave (16 ans) |
| 81            | 2008          | Maxime Vachier-Lagrave          | Maxime Vachier-Lagrave          |
| 82            | 2009          | Sergueï Fedortchouk             | Murtas Kazhgaleïev              |
| 83            | 2010          | Sébastien Feller                | Sébastien Feller                |
| 84            | 2011          | Sergueï Fedortchouk             | S. Arun Prasad                  |
| 85            | 2012          | Sergueï Fedortchouk             | Sergueï Fedortchouk             |
| 86            | 2013          | Adrien Demuth                   | Adrien Demuth                   |
| 87            | 2014          | Sergueï Fedortchouk             | Sergueï Fedortchouk             |
| 88            | 2015          | Olivier Renet                   | S.P. Sethuraman                 |
| 89            | 2016          | Jules Moussard                  | Jules Moussard                  |
| 90            | 2017          | Bilel Bellahcene                | Bilel Bellahcene                |
| 91            | 2018          | Jules Moussard                  | Jules Moussard                  |
| 92            | 2019          | Jules Moussard                  | Jules Moussard                  |
| 93            | 2022          | Andreï Chtchekatchev            | Andreï Chtchekatchev            |
| 94            | 2023          | Andreï Chtchekatchev            | Sebastian Bogner                |
| 95            | 2024          | Andreï Chtchekatchev            | Aarav Dengla (Inde)             |
| 96            | 2025          | Andreï Chtchekatchev            | Gleb Dudin                      |

### Palmarès des opens A, B et C
| Édition Année | Édition Année | Vainqueur de l'open A          | Vainqueur de l'open B   | Vainqueur de l'open C  |
| ------------- | ------------- | ------------------------------ | ----------------------- | ---------------------- |
| 74            | 2001          | Christopher Debray             | Emmanuel Fozzani        | Christophe Oukhenniche |
| 75            | 2002          | David Rano                     | Rafael Orozco           | Allan Villalobos       |
| 76            | 2003          | Gildas Goldsztejn              | Grégory Maillot         | Yann Lombard           |
| 77            | 2004          | Najib Draoui (Maroc)           | Kourosh Ascagi Khanghah | Jérémie Freund         |
| 78            | 2005          | Arnaud Helstroffer             | Tanio Nedev             | Jacques Trocme         |
| 79            | 2006          | Slavisa Peric (Serbie)         | Mohammad Mazhari        | Sylvain Debieu         |
| 80            | 2007          | Tarik Rrhioua (Maroc)          | Thomas Tallard          | Pierre Cherrier        |
| 81            | 2008          | Xavier Lebrun                  | Danial Rachid           | Ikbal Hassanaly        |
| 82            | 2009          | Jean-Michel Mondoloni          | Benjamin Guilchard      | Frédéric Stark         |
| 83            | 2010          | Rick Duijker (Pays-Bas)        | Fahim Mohammad          | Christophe Gruhn       |
| 84            | 2011          | Albin Dal Borgo                | Thaymour Bonneville     | Daniel Pietras         |
| 85            | 2012          | Nazar Ustianovitch (Ukraine)   | Michael Hajage          | Alexandre Coulet       |
| 86            | 2013          | Andreï Lazo (Moldavie)         | David Ohanov (Arménie)  | Louis Rublé            |
| 87            | 2014          | Fy Rakotomaharo (Madagascar)   | Isik Can (Turquie)      | Dawood Kips            |
| 88            | 2015          | Hugo Caillé                    | David Ohanov            | Carlos Boulos          |
| 89            | 2016          | Florent Samoun                 | Jean-Roger Louvrier     | Mathys Noir            |
| 90            | 2017          | Jorge Ramirez Garcia (Mexique) | Mathys Noir             | Jermen Lafaille        |
| 91            | 2018          | Amardeep Bartakke (Inde)       | Oscar Tardi             | Sumiya Tongon          |
| 92            | 2019          | Soham Datar (Inde)             | Antoine Toussaint       | Lelio Maisonhaute      |

## Incidents autour des tournois open

### Polémique en 2009
En 2009, le vainqueur de l'Open A, Jean-Michel Mondoloni, termine avec la marque exceptionnelle de 9 points sur 9 possibles, le deuxième du tournoi ne terminant qu'à 7 sur 9. Ce résultat est d'autant plus remarquable que ce joueur, non professionnel, a longtemps arrêté la compétition et vient de la reprendre à plus de 40 ans. Il a visiblement une excellente connaissance des ouvertures, ne se lève jamais de sa chaise durant les parties, ne prend pas de boissons, ne va pas aux toilettes et joue vite : il ne lui faut qu'une heure pour battre Christian Derieux, joueur à 2155, en 29 coups dans une défense Grünfeld où il trouve une nouveauté. Il porte en outre une perruque qui lui cache les oreilles. Une polémique se crée assez vite sur les forums consacrés aux échecs. Laurent Fressinet remarque, après analyse des parties de Jean-Michel Mondoloni, que les coups joués sont « systématiquement » les meilleurs coups proposés par le logiciel Rybka, sauf lorsque le joueur est en position gagnante où son coup est le 2e ou 3e meilleur de Rybka. Il en conclut « C'est comme si je trouvais six fois d'affilée les numéros du loto ! » Malgré des suspicions de tricherie, aucune action n'est engagée contre le joueur durant le tournoi et il reste présumé innocent. Léo Battesti, le président de la Ligue corse des échecs où Mondoloni est affilié, publie un communiqué où il rappelle la présomption d'innocence et demande à Jean-Michel Mondoloni de se soumettre à un contrôle technique lors de son prochain tournoi et appelant à de meilleurs contrôles lors des compétitions d'échecs. Le joueur n'a à ce jour participé à aucune compétition depuis ce championnat.

### Vol en 2010
En 2010, alors que le Championnat de Paris se tenait au Gymnase Pierre de Coubertin (16e arrondissement de Paris), au matin de la neuvième et dernière ronde, les organisateurs ont découvert que les 365 pendules électroniques du tournoi avaient été volées pendant la nuit. Ils ont dû en catastrophe trouver des pendules de remplacement et certains joueurs (les dernières tables de l'Open B et celles de l'open C) ont dû jouer cette ronde sur des pendules mécaniques, en cadence classique au lieu de la cadence Fischer habituellement pratiquée.